# Fernand Girard
Pour l’article homonyme, voir Girard.
Fernand Girard (19 février 1924 - 2 juillet 2004) est un journaliste et homme politique fédéral du Québec.
Il est le père du comédien Rémy Girard.

## Biographie
Né à Saint-Cyriac dans la région du Saguenay–Lac-Saint-Jean, Fernand Girard est élu député indépendant dans la circonscription fédérale de Lapointe en 1953. Il est défait par le libéral Augustin Brassard en 1957.
Après avoir quitté la politique fédérale, il sert comme secrétaire général et chef de cabinet de l'Union nationale alors dirigée par le premier ministre Daniel Johnson. Il devient ensuite vice-président de la Société québécoise d'initiative pétrolière (SOQUIP).
Éditeur du Réveil de Jonquière, il est coauteur du livre Artisans d'un beau Royaume.
Il meurt à Montréal à l'âge de 80 ans.